# Clay Buchholz

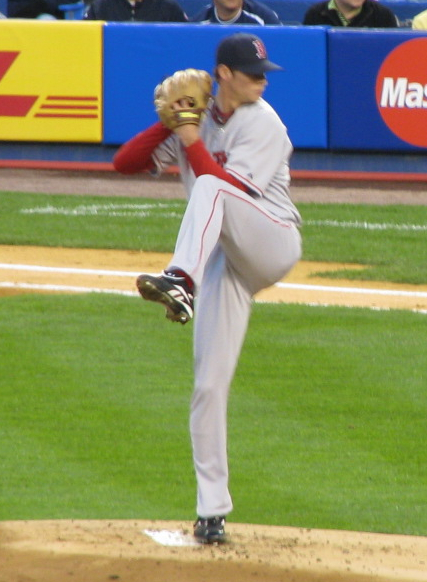
Clay Buchholz.

Clay D. Buchholz (Nederland, 14 de agosto de 1984) é um jogador americano de beisebol. É arremessador titular destro, do Boston Red Sox. Em 1 de setembro de 2007, ele lançou um no-hitter em seu segundo start na Major League Baseball, se tornando o primeiro calouro do Red Sox a fazê-lo.

## Estatísticas
- Vitórias-Derrotas: 35-24;
- Earned Run Average -ERA: 3.64;
- Runs: 202;
- Home Runs: 43;
- Strikeouts: 342.